# りんごの星時間
『りんごの星時間』（りんごのほしじかん）は、藤本ひとみ原作・竹田真理子作画による日本の漫画作品。

## 概要
『なかよし』（講談社）において、1989年に連載された。

## 書誌情報
藤本ひとみ・竹田真理子 『りんごの星時間』 講談社〈講談社コミックスなかよし〉、全1巻
- 1巻、1989年8月6日発行、ISBN 4-06-178640-7